# Groupe de NGC 3610
Le groupe de NGC 3610 comprend au moins 11 galaxies situées dans la constellation de la Grande Ourse. La distance moyenne entre ce groupe et la Voie lactée est d'environ 26,5 Mpc (∼86,4 millions d'al). 

## Membres
Le tableau ci-dessous liste les 13 galaxies qui sont indiquées dans l'article d'Abraham Mahtessian paru en 1998. Deux de ces galaxies s'y trouvent sans doute par erreur, NGC 3517 et IC 691. NGC 3517 est situé au moins quatre fois plus loin que la moyenne des distances des douze autres galaxies et IC 961 presque deux fois moins loin.
| Nom       | Classification | Type                  | α (J2000.0)   | δ (J2000.0) | Vitesse radiale (km/s) | Magnitude apparente | Distance (Mpc) | Diamètre (kal) |
| --------- | -------------- | --------------------- | ------------- | ----------- | ---------------------- | ------------------- | -------------- | -------------- |
| NGC 3530  | Sd?            | Spirale               | 11h 08m 40.4s | 57° 13′ 49″ | 1876 ± 2               | 13,8                | 30,1 ± 2,1     | 33             |
| NGC 3589  | Sd?            | Spirale               | 11h 15m 13.3s | 60° 42′ 00″ | 1969 ± 4               | 13,8                | 31,1 ± 2,2     | 39             |
| NGC 3610  | SB(r)0^0^ pec  | Lenticulaire          | 11h 18m 25.3s | 58° 47′ 11″ | 1707 ± 5               | 10,8                | 27,4 ± 1,9     | 73             |
| NGC 3613  | E6             | Elliptique            | 11h 18m 36.1s | 58° 00′ 00″ | 2051 ± 5               | 10,9                | 32,6 ± 2,3     | 112            |
| NGC 3619  | (R)SA(s)0+     | Lenticulaire          | 11h 19m 21.5s | 57° 45′ 28″ | 1544 ± 3               | 11,5                | 25,1 ± 1,8     | 121            |
| NGC 3625  | SAB(s)b?       | Spirale intermédiaire | 11h 20m 31.3s | 57° 46′ 53″ | 1944 ± 3               | 13,1                | 31,0 ± 2,2     | 74             |
| NGC 3642  | SA(r)bc?       | Spirale               | 11h 22m 17.9s | 59° 04′ 28″ | 1585 ± 1               | 11,2                | 25,6 ± 1,8     | 49             |
| NGC 3669  | SBcd?          | Spirale barrée        | 11h 25m 26.7s | 57° 43′ 16″ | 1837 ± 2               | 12,4                | 29,4 ± 2,1     | 87             |
| NGC 3674  | SA(r)bc?       | Spirale               | 11h 26m 26.6s | 57° 02′ 54″ | 2055 ± 5               | 12,3                | 32,7 ± 2,3     | 75             |
| NGC 3683  | SA(r)bc?       | Spirale               | 11h 27m 31.8s | 56° 52′ 37″ | 1709 ± 4               | 12,5                | 27,6 ± 1,9     | 41             |
| NGC 3683A | SB(rs)c        | Spirale barré         | 11h 29m 11.7s | 57° 07′ 56″ | 2442 ± 4               | 11,9                | 38,4 ± 2,7     | 93             |
| NGC 3517a | SAb?           | Spirale               | 11h 05m 36.8s | 56° 31′ 30″ | 8200 ± 3               | 13,0                | 123,4 ± 8,7    | 143            |
| IC 691b   | SAb?           | Spirale               | 11h 26m 44.3s | 59° 09′ 20″ | 1201 ± 1               | 13,9                | 19,9 ± 1,4     | 24             |

- a Beaucoup trop éloigné pour faire partie de ce groupe.
- b Trop rapprochée. Ne fais sans doute pas partie de ce groupe.

Le site DeepskyLog permet de trouver aisément les constellations des galaxies mentionnées dans ce tableau ou si elles ne s'y trouvent pas, l'outil du site constellation permet de le faire à l'aide des coordonnées de la galaxie. Sauf indication contraire, les données proviennent du site NASA/IPAC.